# Osetno (grodzisko)
Osetno – grodzisko wczesnośredniowieczne położone na terenie dzisiejszego Stargardu, ok. 1 km na południowy wschód od Starego Miasta, w dzielnicy o tej samej nazwie.
Ośrodek ten założono w VIII wieku. Został wzniesiony jako gród schronieniowy dla mieszkańców opola, położony był na trudno dostępnym terenie, wśród bagien rozlewisk Iny i Krąpieli. Grodzisko stanowi dziś ziemny owal o wymiarach 150 na 200 m. Pierwotnie średnica grodu wynosiła 200-300 m. Obecnie zarys grodziska prawie nieczytelny w terenie. Zachował się jedynie majdan o wysokości 2 m ponad powierzchnię terenu.
Grodzisko przestało funkcjonować na przełomie IX i X wieku, kiedy powstał nowy gród w Stargardzie – wskazuje na to brak materiału archeologicznego z tego okresu. Grodzisko zostało ponownie zasiedlone już jako osada w XII wieku.